# Retispatha dumetosa
Retispatha dumetosa ist eine auf Borneo endemische Palmenart. Sie ist die einzige Art der Gattung Retispatha. Die Blattscheiden, Blattstiele und die Rhachis sind dicht bewehrt. 

## Merkmale
Retispatha dumetosa ist eine aufrecht wachsende oder kurz kletternde Palme. Sie ist bewehrt, mehrfach blühend und zweihäusig getrenntgeschlechtig (diözisch). Der Stamm wird mit der Zeit kahl, trägt auffällige Narben an den Knoten, hat eher kurze Internodien. Im unteren Teil des Stammes befinden sich kurze, brutzwiebelartige Sprosse. An den unteren Knoten setzen zahlreiche Adventivwurzeln an. 
Die Chromosomenzahl ist nicht bekannt.

### Blätter
Die Blätter tragen keine Ranke und sind gefiedert. Die Blattscheide ist röhrig, dicht mit schlanken Stacheln besetzt, die in Wirteln oder Teilwirteln stehen. Sie sind auch dicht behaart. Eine Ochrea fehlt ebenso wie ein Knie. Der Blattstiel ist deutlich ausgebildet und ebenfalls dicht bewehrt. Die Rhachis ist mit rückwärts gerichteten Dornen besetzt, die in Gruppen bis zu fünf stehen. Die Fiederblättchen sind zahlreich und stehen in regelmäßiger Anordnung. Sie sind einmal gefaltet, linealisch und an den Rändern und Hauptnerven mit Borsten besetzt.

### Blütenstände
Die Blütenstände stehen in den Blattachseln, sind aber mit dem Internodium und der Blattscheide des Folgeblattes verwachsen. Sie sind zunächst aufrecht, später hängend. Männliche und weibliche Blütenstände ähneln sich, jedoch sind die männlichen bis zu dreimal verzweigt, die weiblichen nur einfach, selten zweifach. Das Vorblatt ist groß, in der unteren Hälfte röhrig, dann zerrissen. Es ist dicht mit schwarzen Stacheln besetzt, die in Teilwirteln stehen. Hochblätter am Blütenstandsstiel fehlen. Die Hochblätter an der Blütenstandsachse ähneln dem Vorblatt. Die Seitenachsen erster Ordnung hängen zur Blütezeit herab und tragen in zwei Reihen imbricate, unbewehrte Hochblätter, die in den unteren zwei Dritteln röhrig sind. Sie haben einen dreieckigen Rand, der aus dichten, kreuz und quer verlaufenden Fasern besteht, und der bei den männlichen Blütenständen ein kätzchenartiges, zusammengezogenes Verzweigungssystem einschließt. Jede Seitenachse zweiter Ordnung steht in der Achsel eines dreieckigen, häutigen, am Rande bewimperten, röhrigen Hochblattes. Die Seitenachsen dritter Ordnung, die Rachillae, tragen häutige, bewimperte röhrige Hochblätter, jedes eine zweikielige, bewimperte, röhrige Brakteole und eine einzelne männliche Blüte tragend.
Bei den weiblichen Blütenstände stehen die blütentragenden Achsen, die Rachillae meist an der Hauptachse, selten auch an einem manchmal vorhandenen basal stehenden Seitenzweig. Die Tragblätter der Rachillae stehen zweizeilig (distich), sind imbricat und ähnlich netzartig wie an den männlichen Blütenständen. Die Rachillae sind meist von den Hochblättern verdeckt und tragen bis zu 20 distiche, röhrige und bewimperte Tragblätter, von denen jedes ein zweikieliges Vorblatt, eine röhrige Brakteole und eine weibliche Blüte trägt. 

### Blüten
Die männlichen Blüten sind sehr klein und symmetrisch. Der Kelch ist röhrig mit drei dreieckigen Lappen, deren Spitzen behaart sind. Die Krone ist rund doppelt so lang wie der Kelch in der Knospe. Sie ist nur an der Basis röhrig, die drei Lappen sind gestreift und valvat. Zur Blüte verlängert sich das Receptaculum, sodass die Krone dann im unteren Drittel röhrig erscheint. Die sechs Staubblätter sind in der Knospe frei von der Krone. Die Filamente sind seitlich miteinander verbunden. Die Antheren sind länglich bis oval, dorsifix nahe der Basis und latrors. Das Stempelrudiment ist dreiteilig und sehr klein. Der Pollen ist ellipsoidisch und bisymmetrisch. Die Keimöffnungen stehen äquatorial und sind disulcat. 
Die weiblichen Blüten sind wesentlich größer als die männlichen. Der Kelch ist röhrig mit drei kurzen, dreieckigen Lappen. Er reißt nach der Blüte auf. Die Krone ist röhrig und etwas kürzer als der Kelch. Sie hat drei kurze, valvate Lappen und reißt ebenfalls ein. Die Filamente der sechs Staminodien formen eine kurze Röhre, die leeren Antheren sind flach. Das Gynoeceum ist unvollständig dreifächrig mit drei Samenanlagen. Es ist eiförmig, beschuppt und trägt drei Narben, die auffällig und fleischig sind und an einem nicht beschuppten Griffel stehen. Die Samenanlage steht basal und ist anatrop.

### Früchte
Die Frucht ist einsamig und teilweise von den netzartigen Hochblättern verdeckt. Sie ist eiförmig bis leicht verkehrt birnförmig. Sie ist geschnäbelt mit einem apikalen Narbenrest. Das Exokarp ist mit senkrechten Reihen von nach unten weisenden Schuppen besetzt. Das Mesokarp ist dünn, ein Endokarp ist nicht ausdifferenziert. Der Same steht basal und besitzt eine dünne, süße Sarkotesta.

## Verbreitung und Standorte
Retispatha dumetosa ist eine auf Borneo endemische Pflanzenart. Sie ist nur von verstreuten Standorten über die ganze Insel hinweg bekannt. Sie bildet Dickichte an Hängen und Talböden in Dipterocarpaceen-Wäldern. Sie fehlt in Berg- und Heidewäldern. Obwohl sie weit verbreitet ist, ist sie dennoch selten.

## Taxonomie und Systematik
Die Gattung Retispatha wurde 1980 von John Dransfield in Kew Bulletin Band 34 Teil 4, Seite 529 erstbeschrieben mit der Art Retispatha dumetosa J.Dransf.
Die Gattung Retispatha J.Dransf. wird innerhalb der Familie Arecaceae in die Unterfamilie Calamoideae, Tribus Calameae und Subtribus Calaminae gestellt.
In der World Checklist of Selected Plant Families der Royal Botanic Gardens (Kew), wird nur die Art Retispatha dumetosa J.Dransf. anerkannt. 2015 wird die Art aber der Gattung Calamus als Calamus dumetosus (J.Dransf.) A.J.Hend. & Floda in Phytotaxa Band 192(1) Seite 59 durch Andrew James Henderson und Daniel Floda zugeordnet.
Der Name setzt sich aus dem lateinischen Wort rete für Netz und dem griechischen spáthē für Hochblatt zusammen und bezieht sich auf die netzförmigen Hochblätter in den Blütenständen.

## Belege
- John Dransfield, Natalie W. Uhl, Conny B. Asmussen, William J. Baker, Madeline M. Harley, Carl E. Lewis: Genera Palmarum. The Evolution and Classification of Palms. Zweite Auflage, Royal Botanic Gardens, Kew 2008, ISBN 978-1-84246-182-2, S. 197f.